# Semiplano superior
Em matemática, o semiplano superior {\displaystyle {\mathcal {H}}} é o conjunto de números complexos
{\displaystyle {\mathcal {H}}=\{x+iy\;|y>0;x,y\in \mathbb {R} \}}
com parte positiva imaginária y. Outros nomes são plano hiperbólico, plano de Poincaré e plano de Lobachevsky, particularmente em textos de autores russos. Alguns autores preferem o símbolo {\displaystyle {\mathfrak {h}}}.